# Église Saint-Michel de Cervières
Pour les articles homonymes, voir Église Saint-Michel.
L'église Saint-Michel est une église située à Cervières dans les Hautes-Alpes, en France.
Elle est inscrite au titre des monuments historiques depuis  1926.